# فرانسيس هاكسبي
فرانسيس هاكسبي (بالإنجليزية: Francis Hauksbee) (1666-1713) وهو علم إنجليزي من القرن ال18، وعضو في الجمعية الملكية. وقد اشتهر كثيرا من أعماله في الكهرباء والتنافر الكهروستاتيكي.
اكتشف هاكسبي في سنة 1705 انه إذا وضع كمية صغيرة من الزئبق في زجاج لنسخته المعدلة من مولد أوتوفون جوريك وافراغها من الهواء منها ووضع شحنة على الكرة، سيظهر توهجا واضحا إذا وضع يده على السطح الخارجي للكرة، وهذا التوهج سيكون ساطعا بما يكفي للقراء بواسطته. وبدا أنها مماثلة لنار سانت إلمو. هذا العمل أصبح فيما بعد الأساس لمصباح الغاز، والذي قاد إلى مصباح نيون ومصابيح بخار الزئبق.
وقد نشر سنة 1709 المواضيع المتعددة عن التجارب في الميكانيكا الفيزيائية وهو ملخص عن أعماله العلمية

## وصلات خارجية
- فرانسيس هاكسبي على موقع الموسوعة البريطانية (الإنجليزية)

- Thebakken.org artifacts
- Corrosion-doctors.org نسخة محفوظة 8 فبراير 2009 على موقع واي باك مشين. 18th century electrochemistry
- Thebakken.org Von Guericke's sulfer globe
- Huji.ac.il profile of Von Guericke
- IMSS.fi.it Electrical Machine (credits Hauksbee with the "first true electrical machine was built c. 1700")
- DU.edu Electrostatics at Home
- Arts-et-metiers.net tools of 18th century electricians
- Franklin and Electrostatics instructions for Hauksbee generator construction